# 口腔癌
口腔癌是口腔內軟或硬組織出現不正常的恶性增生或病變，大多發生在年老的人身上，具蔓延性，並可能對生命構成威脅。口腔癌包括口腔中健康細胞的逐漸突變通過多種方式發生。根據口腔癌基金會數據顯示，抽菸在每年診斷出的許多口腔癌病例中，有10名口腔癌患者中有8名是抽菸者。

## 病徵

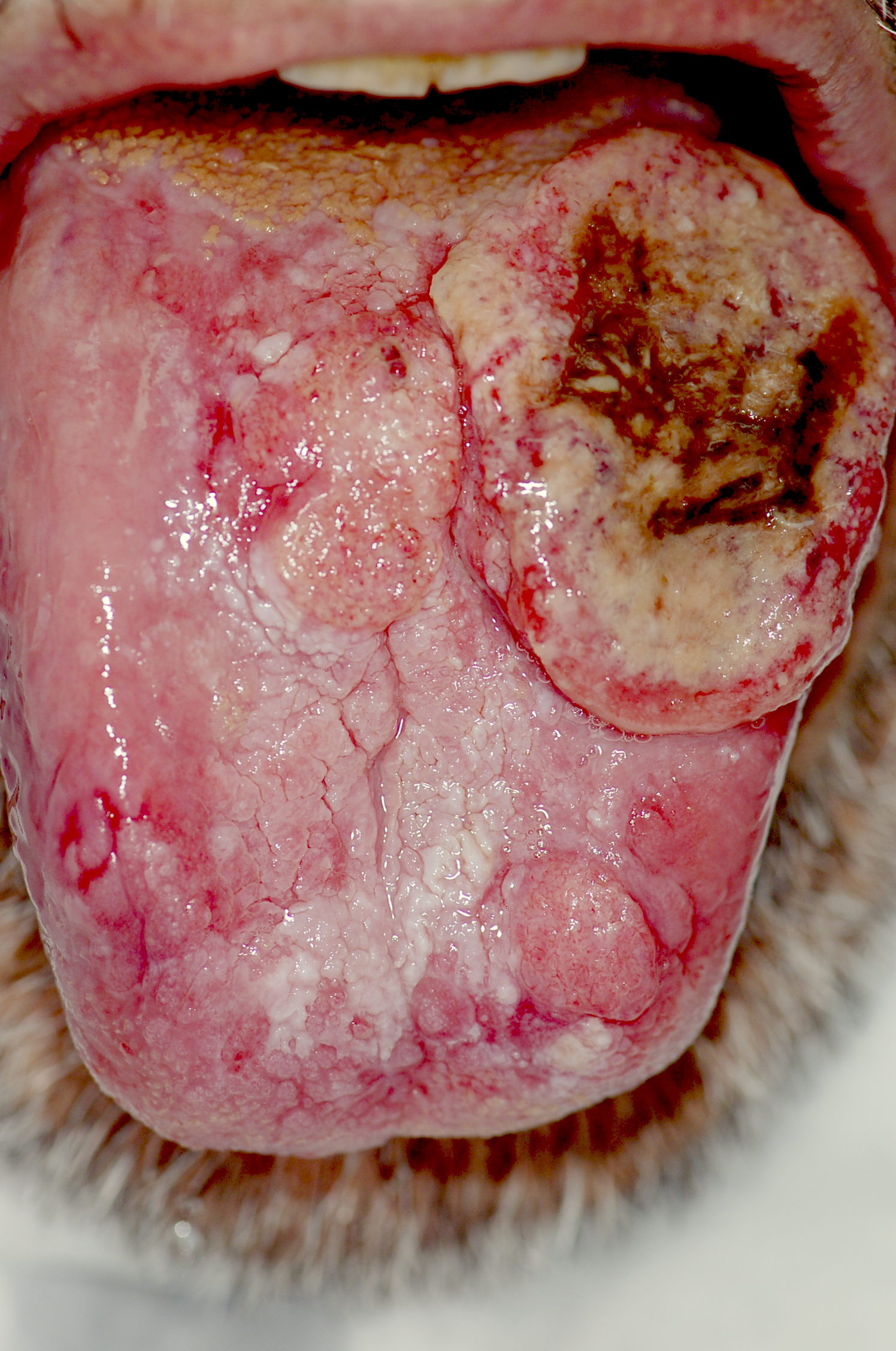
左邊三個突出來腫脹的部分為惡性腫瘤，其他白色部分為口腔扁平苔蘚。

- 潰瘍十四天內不癒，表面組織壞死脫落並向周圍蔓延，形成中間凹入或表面不平的腫塊。[1]
- 口腔變得疼痛，而且無故或容易出血。
- 口腔出現白斑或紅斑。
- 聲音出現變化或發音有問題。
- 頜骨忽然腫脹，牙齒鬆脫。
- 頜下或頸部淋巴腫脹。
- 體重減輕。

## 成因

### 化學因素

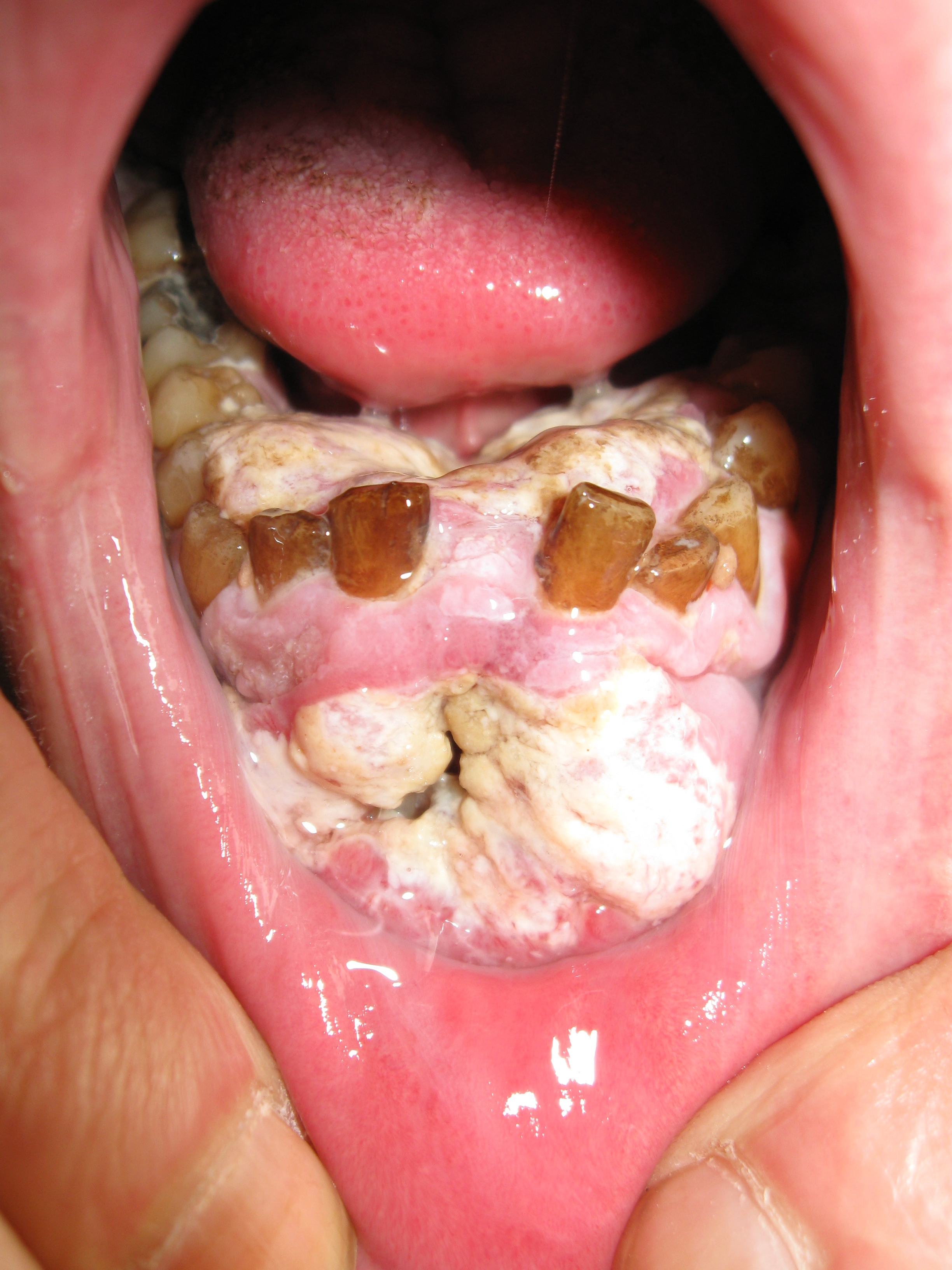
一名四十歲男吸菸者的口腔癌

化學物質如煙草中的尼古丁和焦油、酒精、或檳榔的汁液等會慢慢地破壞口腔組織，有機會引致口腔癌。有研究顯示，七成五的口腔癌個案與香菸有關係。

### 物理因素
長期大量吃喝太熱的食物，又或者配戴不合適的假牙導致口腔組織長期受損等，都可以令口腔內的組織出現病變。

### 病毒感染
病毒如人類乳突病毒與口腔癌有關，當中第16型乳頭狀瘤病毒跟疾病有密切的關係。

## 另見
- 頭頸部腫瘤
- 口腔黏膜組織工程

## 外部連結
- A digital manual for the early diagnosis of oral neoplasia (IARC Screening Group)（页面存档备份，存于）
- Information about oral cancers from Stanford Hospital（页面存档备份，存于）
- Information graphic about oral cancer and HPV link from Mount Sinai Hospital, New YorkArchive.today的存檔，存档日期2013-02-23
- The Oral Cancer Foundation
- Sami, Mustafa M.; Saito, Masahisa; Muramatsu, Shogo; Kikuchi, Hisakazu; Saku, Takashi. . IEICE Transactions on Fundamentals of Electronics, Communications and Computer Sciences. 2010, (8): 1544–52. doi:10.1587/transfun.E93.A.1544.